# باسل مور
باسل مور (بالإنجليزية: Basil John Moore )‏ (و. 1933 – 2018 م) هو اقتصادي كندي، ولد في تورونتو، توفي عن عمر يناهز 85 عاماً.

## التعليم
تعلم في جامعة تورنتو، وجامعة جونز هوبكينز.